# Václav Mottl
Václav Mottl (19. května 1914 – 16. června 1982) byl český a československý kanoista, olympionik, který získal zlatou medaili z Olympijských her. V Berlíně 1936 získal zlato v závodě dvojic (C2) na 10 kilometrů společně se Zdeňkem Škrlandem.